# Arma 2: Private Military Company
Arma 2: Private Military Company je stahovatelný přídavek ke hře Arma 2 a jejímu datadisku Arma 2: Operation Arrowhead. Vyšlo 30. listopadu 2010. Přidává do hry kampaň Black Gauntlet, novou mapu, nově mise a jednotky kontraktorů soukromé vojenské společnosti. Přídavek je, spolu s Arma 2: British Armed Forces, součástí kompilace ArmA 2: Posily. Kampaň je možné hrát v kooperativním módu.

## Příběh
Děj sleduje osudy Briana Frosta, který se stal kontraktorem agentury ION. Ta je, v rámci kontraktu Black Gauntlet, najata k ochraně pracovníků OSN. Ti patrají po informacích o již ukončeném takistánském jaderném programu.

## Postavy
- Brian Frost – Hlavní hrdina kampně. Jde o bývalého příslušníka britské armády. Předtím se účastnil války v Iráku a později v Tákistánu během Operace Crimson Lance. K společnosti ION byl zlákán svým přítelem Tannym. Doufal, že jako kontraktor bude "mít věci pod kontrolou".
- Henry Asano – Jde o druhou hlavní postavu (v kooperativním módu za něj hraje druhý hráč). Pochází z Kalifornie a sloužil v americké armádě jako odstřelovač. Bojoval v Afghánistánu a Iráku. V roce 2012 mu skončila služba a rozhodl stát se kontraktorem. Doprovází Briana na všech misích.
- Mark Reynolds – Jde o velitele týmu kontraktorů působících v Tákistánu. Dříve byl agentem CIA, ale dostal se do sporů s nadřízenými a byl „odklizen“ na Sahrani. Účastnil se úspěšně několika misí v zelenomoří. Později se přidal k společnosti ION. Velí kontraktorům během Operace Black Gauntlet a ochraňuje pracovníky OSN, kteří mají prošetřit místní jaderný program. Později se je rozhodne zlikvidovat, aby zatajil skutečnost, že nalezený jaderný materiál je čínského původu.
- Patrick Dixon – Australan, který je kontraktorem od roku 2003. Dříve velel vlastnímu týmu, ale v roce 2009 se v zapletl do „incidentu v Elektrozavodsku“ a ztratil pozici velitele týmu. Během operace Black Gauntlet se v Reynoldsově nepřítomnosti chová, jako kdyby velel on. Tím leze na nervy Brianovi. Často se hádá s Tannym, ale po jeho smrti projeví lítost. Ke konci odmítne následovat Reynoldse a rozhodne se pomoci pracovníkům OSN. Hráč se musí v tu chvíli rozhodnout s kým půjde. Dixon však nakonec stejně umírá ať se hráč rozhodne jakkoliv.
- Tanny Radcliffe – Brianův dlouholetý přítel spolubojovník z operace Crimson Lance. Armádu opustil po opakovaných sporech s nadřízeným. Poté se přidal k společnosti ION. Často se hádá s Dixonem. Umírá během bojů v Zargabadu.
- Ivan Ruce – Vede tým pracovníků OSN.
- James Eckersley – Zkušený britský kontraktor účastnící se Operace Black Gauntlet.